# Dicaelotus resplendens
Dicaelotus resplendens là một loài tò vò trong họ Ichneumonidae.